# Buró Polític del Comitè Central del FRELIMO
El Buró Polític del Comitè Central del FRELIMO va ser un Politburó que va governar breument la República Popular de Moçambic entre el 19 d'octubre de 1986 i el 6 de novembre de 1986.
Membres el 1986
- Marcelino dos Santos
- Joaquim Chissano
- Alberto Chipande
- Armando Guebuza
- Jorge Rebelo
- Mariano de Araújo Matsinhe
- Sebastião Marcos Mabote
- Jacinto Soares Veloso
- Mário da Graça Machungo
- José Óscar Monteiro